# NAVAREA

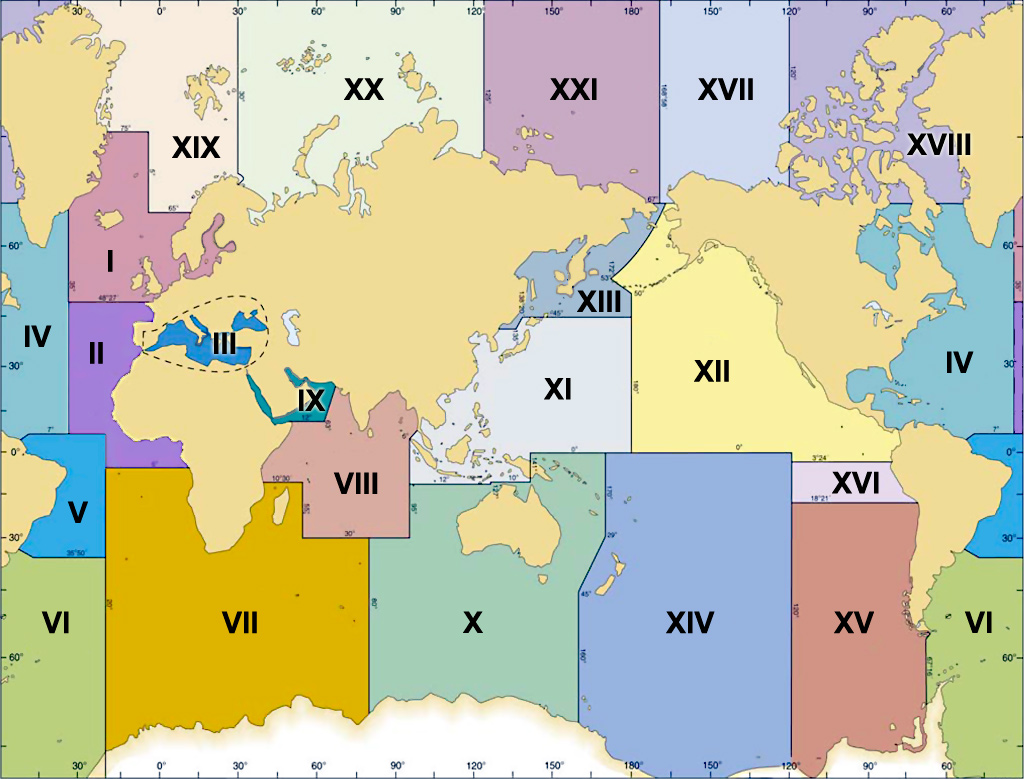
Mapa de las 21 NAVAREAs

NAVAREA (del inglés Navigation Area) es un área geográfica del mar, establecida con el propósito de coordinar la transmisión de las alertas a los navegantes por frecuencias de radio o vía satélite . El término se usa seguido de un número, para distinguir entre las 21 NAVAREAs existentes.
Las NAVAREAs son áreas determinadas por la Organización Marítima  Internacional (IMO en inglés), a través del "World-Wide Navigational Warning Service" (WWNWS).